# Pet Shop of Horrors
Pet Shop of Horrors (ペットショップ オブ ホラーズ?, Pettoshoppu obu Horāzu) è un manga di genere horror, ideato da Matsuri Akino. Il manga è composto da dieci tankōbon, a loro volta formati dal totale di 41 capitoli. Il protagonista della serie è l'eccentrico e favoloso Conte D, proprietario di un misterioso negozio d'animali al centro di Chinatown, a Los Angeles, ogni giorno sempre impegnato con nuovi ed intricati casi misteriosi scaturiti dalle vendite, per la maggior parte, dei suoi animali. In Nord America il manga è stato pubblicato dalla Tokyopop; in Italia è stato annunciato al Lucca Comics & Games 2023 e la pubblicazione inizierà a partire dalla primavera 2024.
Della serie sono stati prodotti e distribuiti quattro OAV, ognuno riprendente un determinato periodo del fumetto, come episodio a sé stante. In origine gli OAV dovevano essere molti di più, di conseguenza è impossibile comprendere la storia completa tramite la sola visione dei prodotti animati.

## Trama
Il Conte D è il promiscuo proprietario di negozio d'animali nella chinatown di Los Angeles. Ogni cucciolo o animale adulto venduto assume apparenze umane; ognuno di essi, inoltre, è acquistabile sottostando ad un contratto basato su tre regole, variabili in base all'animale comprato. Dopo aver esonerato il negoziante da ogni responsabilità, ai proprietari degli animali toccano spesso toccanti ed atroci destini.
Ad indagare sul Conte D c'è l'ispettore Orcot, sempre alla ricerca di prove per infangare la già vacillante reputazione del negoziante. Obiettivo di Orcot è infatti poter accusare il Conte di traffico illegale di stupefacenti, usufruendo del suo negozio come copertura; proseguendo le ricerche, però, inizia a stringere una sorta d'amicizia con il Conte, benché continui ancora a sforzarsi di rivelarne i presunti reati.

## Personaggi
Conte D (伯爵D?, Kaunto Dī)
Protagonista della storia, è il proprietario dall'aspetto androgino del "Negozio d'animali del Conte D". Nonostante neghi il che il suo nome sia "Conte D" – nome del nonno, proprietario originale del negozio – molte persone lo conoscono e lo chiamano così, alternando tale definizione con i più concisi "Il Conte", "Conte", o semplicemente "D". Egli mantiene il negozio di suo nonno intatto, essendo quest'ultimo, apparentemente, in viaggio. Il Conte D reputa le sue vendite "amori, sogni, speranze" per i suoi acquirenti, rivelandosi poi, per la maggior parte dei malcapitati, anatemi immondi.
Comunemente si mostra pacato e sereno (escluse le comiche baruffe con Leon), ma verso la fine del manga cambia carattere. Bere tè e gustare dolciumi sono tra i suoi passatempi preferiti. I dolci gli sono donati da Orcot stesso, pur di ricavare un minimo d'informazioni a lui necessarie. Nonostante "D" detesti le persone, si affeziona a Chris, fratellino di Orcot, incapace di parlare. Col tempo anche Leon entrerà nello stuolo dei suoi conoscenti "rispettati".
Nel quarto volume Orcot sospetta di una natura vampiresca del Conte, smentita poi da una lettera del padre, oltre che dalla dieta di D, esclusivamente vegetariana. Inoltre, fisicamente è molto simile sia al padre sia al nonno, esclusi gli occhi: mentre il padre li aveva entrambi gialli e il nonno viola, lui ha un'eterocromia per cui presenta il sinistro viola e il destro giallo. La differenza è dovuta ad un errore nel loro codice genetico, essendo essi delle riproduzioni del Conte D originale. Il Conte e la sua famiglia, infatti, non appartengono alla razza umana. Seppur la loro natura rimanga un mistero, il padre è un minimo a conoscenza delle loro origini: sono gli ultimi discendenti di una stirpe molto vicina agli animali. Data la loro saggezza, furono richiesti da tutti gli uomini potenti delle epoche passate. Un giorno, un principe chiese ad una priora di sposarlo, ma lei si rifiutò di farlo. Il principe, adirato e deluso, ordinò lo sterminio di tutta la popolazione. Solo un uomo sopravvisse, desideroso di vendetta.
Oltre ad essere protagonista in Pet Shop of Horrors, D appare come comparsa nel quarto volume di Genju no Seiza, altro manga scritto da Matsuri Akino.
Leon Orcot (レオン・オルコット?, Reon Orukotto)
Coprotagonista della serie, è un ispettore americano di 24 anni, dal carattere calmo; è alto 184 cm e pesa 72 kg. Durante la serie, ricerca connessioni tra le misteriose morti e il negozio di animali del Conte D. Egli infatti è convinto della natura criminale del Conte, per cui si impegna al massimo per scovare qualsiasi traccia che possa incriminarlo. Durante le sue investigazioni, però, essendo molto a contatto col Conte, si instaura tra loro una relazione amichevole ma sempre formale. Orcot, non credendo nel paranormale, accusa infatti D di usare sostanze chimiche per alterare le menti altrui, ricredendosi però successivamente. Il Conte gli dona una farfalla e una pianta in fioritura, che diventano suoi grandi "alleati" nelle complicazioni della vita (a differenza degli altri animali, il cui scopo è demoralizzare i proprietari). È sempre in ricerca di una compagna.

### Animali
Tetsu
Abbreviato spesso in "T-chan", è un totetsu, carnivoro mitologico lontanamente parente della capra. È a suo modo amico di Chris, che accompagna molto spesso. Agli esseri umani ignari delle sue origini appare come una capretta di piccole dimensioni; per il Conte e Chris, appare come un bel ragazzo dai lunghi capelli ondulati e corna di capra.
Ten-chan
Avvenente volpe a nove code, capace di cambiare aspetto abitualmente, sempre rilassata ma arcigna durante le chiacchierate. Grazie alla sua innata abilità inganna chiunque la veda, sempre in base alla personalità dell'osservatore. La volpina è in grado di mutare non solo l'aspetto, ma anche l'atteggiamento grazie a un suo probabile potere occulto. A coloro che non riescono a vedere la sua forma umana, appare come una volpe immacolata, bianca, a nove code. Al Conte D e Chris appare come una giovane ragazza dai vestiti molto comuni e d'atteggiamento sempre tranquillo. "Ten-Chan" non è il suo vero nome.
Pon-chan
Pon-chan è un piccolo procione femmina, ospite fisso nella bottega di D. Amica speciale di Chris, è molto più cortese di T-chan. Alla maggioranza degli umani T-chan appare come un semplice procione, ma a D e Chris appare come una ragazzina sempre sorridente, con capelli crespi e un vestitino avvenente. Erroneamente, nella trasposizione Europea, viene considerata come un tasso europeo.
Femuto-kun
Un mau egiziano, apparso in Dado, nel secondo volume. È un cameo della serie precedente di Akino, ovvero Reikan Shouhou Kabushikigaisha.
Kirin dorato
Essere mai appartenuto al Conte D e mai ospitato nel negozio. Leggenda vuole che il kirin sia capace di esaudire ogni desiderio a lui richiesto, ma a ricavarne i benefici sarà solo l'uomo o donna da lui opportunamente prescelto. In Genju no Seiza compare un altro kirin.

## Media

### OAV
| Nº | Titolo italiano Giapponese 「Kanji」 - Rōmaji |
| 1  | Figlia 「Daughter」 |
| 1  | Alicia, la figlia di una ricca coppia, è deceduta recentemente. Per buona sorte, il Conte D potrebbe conferire alla famiglia una specie di coniglio dalle sembianze identiche a quelle della defunta ed amata figlia. I due genitori affettuosi comprano immediatamente la coniglietta, credendo di poterle donare affetto eterno, ma la ragazza è destinata a finire nell'oblio molto presto. |
| 2  | Delizioso 「Delicious」 |
| 2  | La popolare idol della musica leggera giapponese, Evangeline Blue, assieme al suo manager intraprende un viaggio in crociera, ma "accidentalmente" Evangeline perde l'equilibrio e cade oltre la balaustra, precipitando ed annegando in mare. Jason, afflitto per la morte dell'adorata, si rivolge al Conte D per ricevere un animale da compagnia. Il Conte D, diligente, si offre di aiutarlo, proponendogli l'acquisto di un pesce che si rivela essere niente meno che la presunta morta, Evangeline. |
| 3  | Disperazione 「Despair」 |
| 3  | Robin Hendrix era un attore d'ampio successo ma, nonostante le numerose ricezioni positive al nuovo film in cui recitò, non riuscì più a trovare un lavoro. Mal rappresentato dalla stampa e rimasto solo, decide di rivolgersi al Conte D per comprare un animale da compagnia. Il Conte D ha in serbo un essere speciale per Robin: un rettile rarissimo, conosciuto come una specie di serpente, con il busto di vistosa donna e con la parte inferiore da corpo di serpente. Innamoratosi a prima vista dell'essere, Robin può esaudire il desiderio di stare con lei, ma non potendo mai guardarla negli occhi. |
| 4  | Doppio 「Dual」 |
| 4  | Robert Stanford proviene da una cerchia di politici, ma è considerato come elemento negativo della famiglia, essendo un nababbo e dedito alle prostitute. Kelly Vincent, suo fiero e fedelissimo amico e maggiordomo, cerca in tutti i modi e per ammirazione di rendere semplice l'ascesa politica di Robert. Kelly, molto attento ai dettagli, avendo avuto modo di visitare il negozio del Conte D, decide di comprare l'animale leggendario Kirin, capace di far avverare tutti i desideri possibili ed immaginabili dalla mente umana, ma al costo di sangue umano altrui.                                      |

### Sequel
Dal manga sono stati tratti diverse opere sequel. Il primo, Shin Pet Shop of Horrors (新 Petshop of Horrors?), conosciuto anche come Pet Shop of Horrors: Tokyo, è stato pubblicato dal 2004 al 2012 e racconta del nuovo negozio del Conte D allestito a Tokyo. Orcot, coprotagonista della prima serie, compare solo in due storie secondarie e mai come personaggio principale.
Il secondo, Pet Shop of Horrors: Passage-Hen (Petshop of Horrors パサージュ編?), è stato pubblicato dal 2013 al 2017, mentre il terzo, Pet Shop of Horrors: Ark Adrift (Petshop of Horrors 漂泊の箱舟編?), è in corso di pubblicazione dal 2018.